# アブラハム・ベック

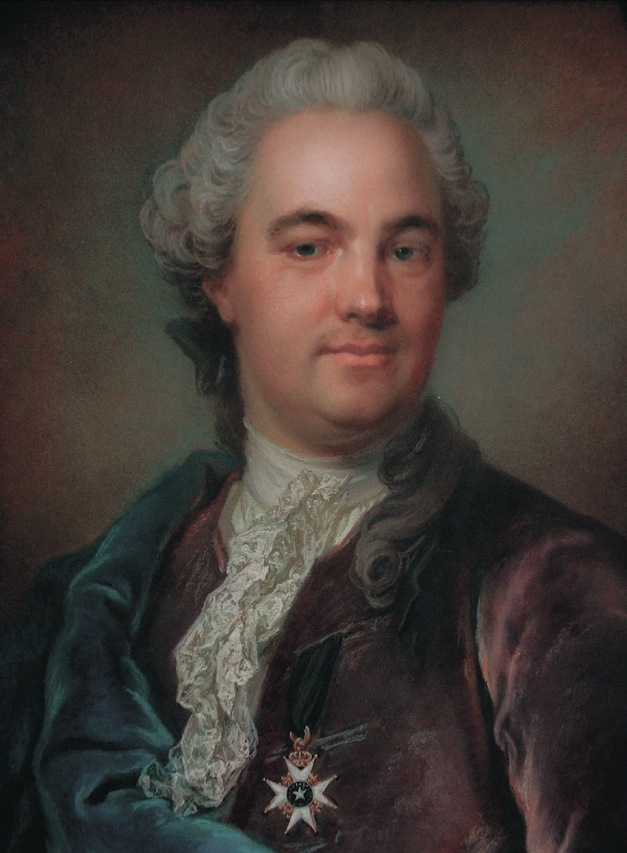
アブラハム・ベック

アブラハム・ベック（Abraham Bäck、1713年 - 1795年5月15日）は、スウェーデンの医師である。スウェーデン王室の侍医を務めた。カール・フォン・リンネの友人の一人である。

## 略歴
セーデルハムンの商人の家に生まれた。父親が1720年に亡くなり、ロシアとの戦争の影響もあって、一家は困窮したが、叔父の援助を受け、母親も裕福な男性と再婚した。1730年にウプサラ大学に入学し、近代的な小児科の設立者として有名な、ローゼンシュタイン（Nils Rosén von Rosenstein）の最も熱心な弟子となった。1740年に医学の博士号を取得し、1740年から1745年まで国外で学び、帰国後、医師組合(Collegium Medicum)の会員となった。1742年にスウェーデン王立科学アカデミーの会員となり、会長を3度務めた。1749年に国王、フレドリク1世の侍医となり、その後も国王、アドルフ・フレドリクや、グスタフ3世の王妃、ソフィア・マグダレーナに仕えた。1752年に医師組合の会長となった。
リンネの友人で、リンネによってフトモモ科の植物の属名、Baeckeaに名前がつけられた。